# Jaume Català i Albosa
Jaume Català i Albosa (Arenys de Mar, 1 de novembre de 1835 - Barcelona, 1 de març de 1899) fou un eclesiàstic català. Fou bisbe de Canàries (1878-79), de bisbe de Cadis (1879-83) i de Barcelona (1883-99).
Assolí una veritable popularitat en la defensa dels drets dels obrers. Als 44 anys fou preconitzat bisbe de Cadis i, entre altres càrrecs, ostentà les de Fiscal General de la Real Capilla, Abreviador de la Nunciatura Apostòlica i del Suprem Tribunal de la Rota Romana a Espanya i Administrador Apostòlic a Ceuta, on la seva destacada actuació va fer que fos el primer bisbe espanyol rebut pel soldà del Marroc. El 9 d'agost de 1883 acceptà la mitra de Barcelona. Entre les seves accions més rellevants destaca la coronació canònica, el 1888, de la imatge de la Mare de Déu de la Mercè, que vint anys abans el papa beat Pius IX havia proclamat patrona de la diòcesi. Oncle besavi del poeta Salvador Espriu, la seva casa pairal conservada avui encara, es troba al carrer que porta el seu nom a Arenys de Mar.